# Pałac Anny Wazówny w Brodnicy
Pałac Anny Wazówny w Brodnicy – pałac wzniesiony przed rokiem 1564 dla starosty brodnickiego z wykorzystaniem jednego z gotyckich budynków zamku w Brodnicy. W latach 1605–1625 mieszkała tu księżniczka Anna Wazówna, siostra króla polskiego Zygmunta III Wazy.

## Historia
Pałac Anny Wazówny został wzniesiony przed 1564 rokiem z inicjatywy Rafała Działyńskiego – starosty brodnickiego. Bazą dla nowego budynku pałacowego była wcześniejsza budowla gotycka wzniesiona za czasów rządów Zakonu krzyżackiego. Głównym powodem do wzniesienia rezydencji przez Rafała Działyńskiego w Brodnicy był pożar zamku krzyżackiego w 1550 roku, odwiecznej siedziby najwyższej władzy w Brodnicy. Przy budowie pałacu wykorzystano fragmenty murów i zabudowań przedzamcza spalonego zamku.
Jednym z najsławniejszych mieszkańców pałacu starostów w Brodnicy, od którego wywodzi się jego nazwa była księżniczka Anna Wazówna, siostra króla polskiego Zygmunta III Wazy.
Królewna Anna objęła brodnickie starostwo w 1605 roku i mieszkała tu do śmierci w 1625 r. Głównym powodem opuszczenia przez Annę dworu królewskiego w Krakowie było jej protestanckie wyznanie. Ponieważ w odróżnieniu od swojego królewskiego brata Zygmunta III Wazy – gorliwego katolika, była oddaną luteranką co powodowało częste niesnaski na dworze, którego nie cechowała szeroko pojęta tolerancja religijna. Jej wybór co do miejsca przenosin, w którym mogłaby bez przeszkód żyć i głosić swoje poglądy padł na Brodnicę, w której jeszcze dwa lata wcześniej żył i tworzył znany polski działacz protestancki Erazm Gliczner pisarz i reformator religijny, pedagog jeden z twórców zgody sandomierskiej z 1570 r.
Anna Wazówna była osobą inteligentną i gruntownie wykształconą. Stworzyła w Brodnicy silny ośrodek intelektualny szczycący się tolerancją religijną. Na brodnickim dworze gościła uczonych i pisarzy, których była gorliwą i hojną protektorką.

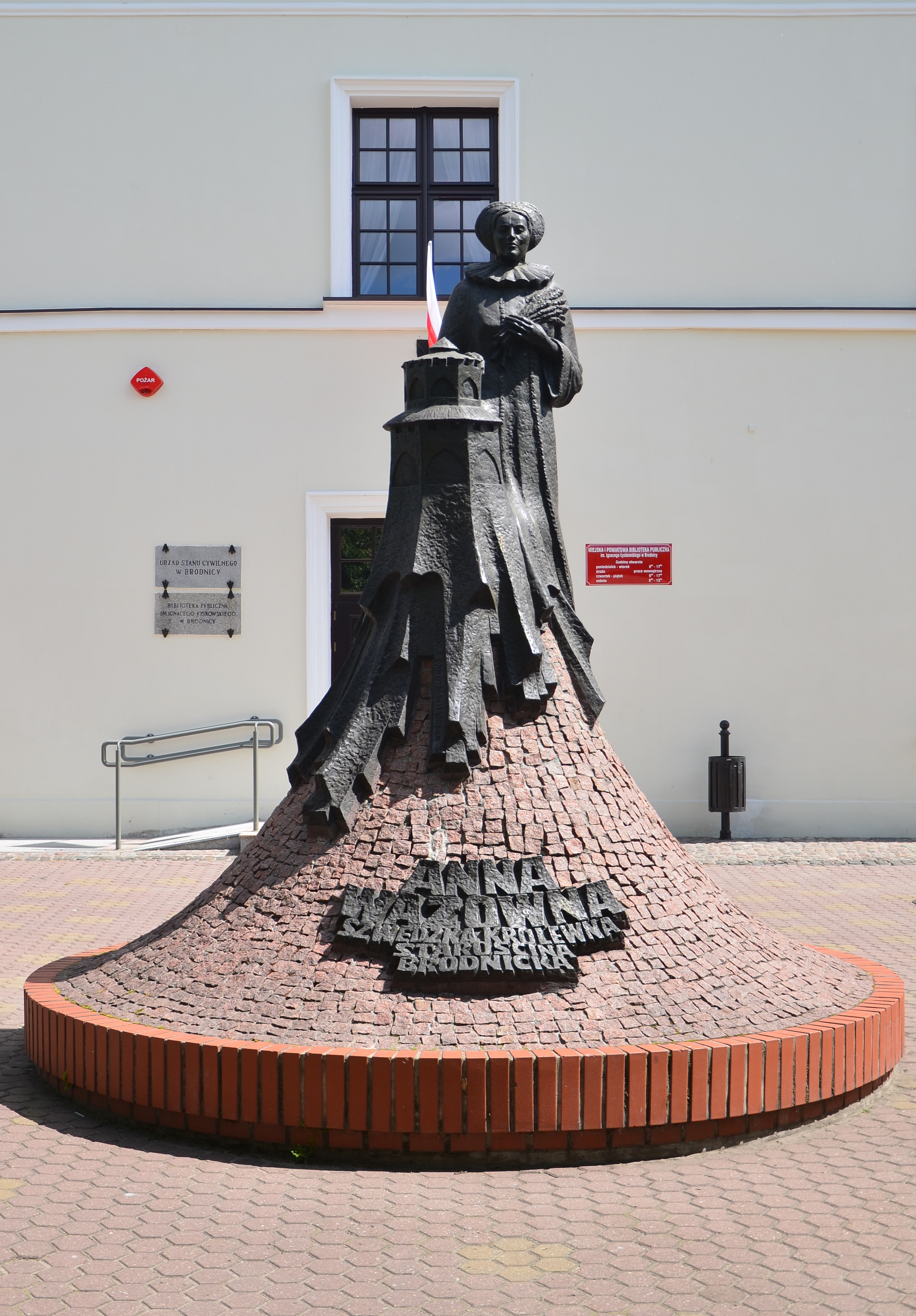
Pomnik Anny Wazówny przed pałacem

Królewna prowadziła bogatą korespondencję z uczonymi. Interesowała ją tematyka religijna i botanika. Profesor Akademii Krakowskiej Szymon Syreniusz zadedykował jej pierwszy polski zielnik wydany w 1613 r., który to bez finansowego wsparcia Anny Wazówny nieprędko by powstał.
Królewna szwedzka, wnuczka Zygmuta Starego i Bony także z energią przystąpiła do przebudowy pałacu wzniesionego przez Rafała Działyńskiego, czyniąc z niego nowoczesną siedzibę na wzór pałaców skandynawskich, który miał jej zapewne przypominać budowle zapamiętane w rodzinnej Szwecji. Kolejna rozbudowa miała miejsce w latach 1678-98.
Anna Wazówna zmarła w 1625 w Brodnicy i spoczywała tu przez 11 lat, aż do czasu uroczystego pochówku w Toruniu.
Oprócz szwedzkiej księżniczki pałac starostów brodnickich między innymi należał i był rezydencją takich ówczesnych osobistości jak: Konstancja Habsburżanka – królowa Polski i Szwecji, wielka księżna Litwy, Anna Katarzyna Konstancja Waza - królewna polska, córka króla Zygmunta III Wazy, Cecylia Renata Habsburżanka – królowa Polski, żona króla polskiego Władysława IV, Maria Kazimiera d’Arquien, „Marysieńka” – królowa Polski, żona króla Jana III Sobieskiego. Zamieszkiwał tu także Franciszek Bieliński – marszałek wielki koronny od 1742, marszałek nadworny koronny, od urzędu jaki piastował pamiątką jest nazwa najsłynniejszej polskiej ulicy znajdującej się w Warszawie - Marszałkowskiej, czy Andrzej Hieronim Zamoyski – kanclerz wielki koronny oraz wielu innych.
Być może to właśnie w nim zatrzymał się Napoleon Bonaparte – cesarz Francuzów, który w początkach 1807 roku przez dwa dni mieszkał w Brodnicy.
W dwudziestoleciu międzywojennym w pałacu mieściło się gimnazjum handlowe, szkoła powszechna, szkoła muzyczna i inne placówki oświatowe. Podpalony przez żołnierzy radzieckich doszczętnie spłonął w styczniu 1945 r. Odbudowany w latach 1960-70 z przeznaczeniem dla Powiatowego Domu Kultury i biblioteki. Od 1986 roku, po przeniesieniu domu kultury do nowej placówki, był siedzibą Muzeum Regionalnego w Brodnicy. Obecnie pałac to siedziba Miejskiej i Powiatowej Biblioteki Publicznej im. Ignacego Łyskowskiego oraz Informacji Turystycznej. Znajduje się w nim również Sala Ślubów USC.